# 허영락
허영락(許榮珞, 1996년 3월 1일 ~ )은 대한민국의 바둑 기사이다.

## 약력
경상남도 김해 출신으로 초등학교 6학년 때 한국기원 연구생으로 들어가는 등 엘리트 코스를 밡았지만 프로 바둑에 입문하지 못하고 만 19세가 되어 연구생 자격을 상실했다. 2019년 이후, 국제아마페어바둑 선수권대회에서 우승을 차지했고, 2021년 국무총리배 선발전 우승과 제26회 LG배 조선일보 기왕전 아마대표로 뽑히는 등 아마추어 강자로 활약했다. 2021년 7월, 제148회 입단대회를 통해 프로바둑에 입단했다. 2023년에 4단으로 승단했다.